# تشن يانغ
تشن يانغ (بالصينية: 陈洋) (23 يناير 1977 بشنيانغ في الصين - ) هو مدرب كرة قدم ولاعب كرة قدم صيني في مركز الوسط. لعب مع Liaoning F.C. ‏ وNanjing Yoyo F.C. ‏.

## وصلات خارجية
- تشن يانغ على موقع قاعدة بيانات كرة القدم.إي يو (الإنجليزية)
- تشن يانغ على موقع Soccerway.com (الإنجليزية)